# Martigny (Seine-Maritime)

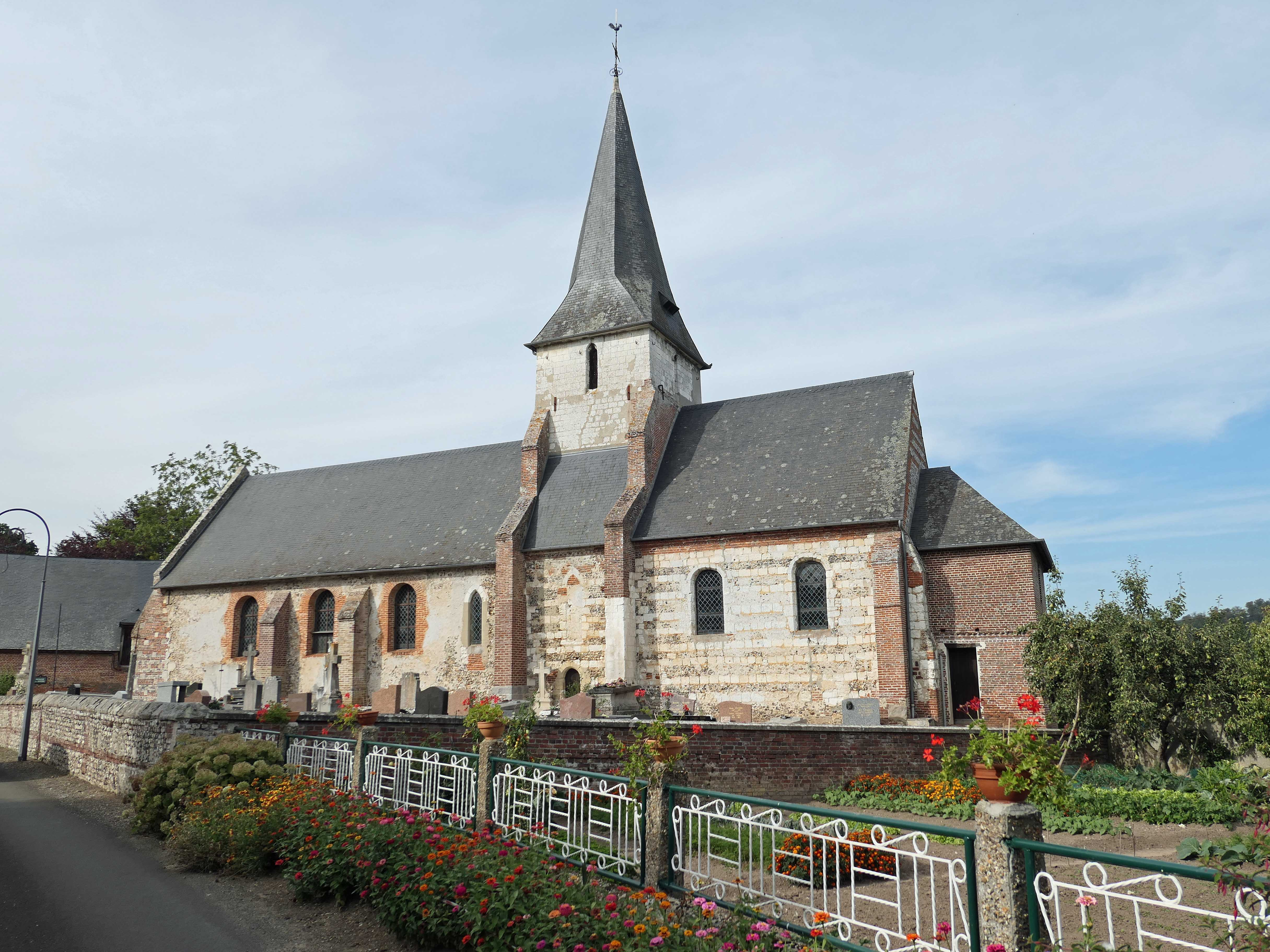
Kirche in Martigny

Martigny ist eine französische Gemeinde mit 409 Einwohnern (Stand: 1. Januar 2022) im Département Seine-Maritime in der Region Normandie (vor 2016 Haute-Normandie). Sie gehört administrativ zum Arrondissement Dieppe und ist Teil des Kantons Dieppe-1 (bis 2015 Offranville). Die Einwohner werden Martignyais genannt.

## Geografie
Martigny liegt etwa acht Kilometer südsüdöstlich von Dieppe nahe der Alabasterküste des Ärmelkanals. Am Ostrand der Gemeinde fließt die Varenne. Umgeben wird Martigny von den Nachbargemeinden Arques-la-Bataille im Norden und Nordwesten, Saint-Aubin-le-Cauf im Osten und Nordosten, Le Bois-Robert im Süden sowie Aubermesnil-Beaumais im Westen und Südwesten.

## Bevölkerungsentwicklung
| 1962                      | 1968 | 1975 | 1982 | 1990 | 1999 | 2006 | 2013 |
| ------------------------- | ---- | ---- | ---- | ---- | ---- | ---- | ---- |
| 232                       | 249  | 307  | 441  | 512  | 531  | 493  | 459  |
| Quelle: Cassini und INSEE |      |      |      |      |      |      |      |

## Sehenswürdigkeiten
- Kirche Saint-Martin aus dem 13. Jahrhundert
- Priorat Saint-Clair, heutiger Benediktinerkonvent